# Łatanice
Łatanice – wieś w Polsce położona w województwie świętokrzyskim, w powiecie buskim, w gminie Wiślica.
W latach 1975–1998 miejscowość administracyjnie należała do województwa kieleckiego.
Wieś sołecka w sołectwie Łatanie – zobacz jednostki pomocnicze gminy Wiślica w BIP
W miejscowości znajduje się remiza Ochotniczej Straży Pożarnej OSP Łatanice. Przez wieś przepływa rzeczka Maskalis.

## Części wsi
| SIMC    | Nazwa                 | Rodzaj    |
| ------- | --------------------- | --------- |
| 0277262 | Działki Łatanickie    | część wsi |
| 0277279 | Przy Szosie           | część wsi |
| 0277285 | Zagumnie Augustowskie | część wsi |
| 0277291 | Załąki                | część wsi |

## Historia
W wieku XIX opisano Łatanice jako folwark i wieś w ówczesnym powiecie stopnickim, gminie Dobrowoda, parafii Chotel Czerwony.
Według spisu miast, wsi, osad Królestwa Polskiego z roku 1827 spisano tu 19 domów i 192 mieszkańców.
W roku 1883 folwark posiadał 571 mórg rozległości natomiast wieś 38 osad i 197 mórg ziemi.
Według spisu powszechnego z roku 1921 Łatanice w ówczesnej gminie Radzanów stanowiły:
Łatanice folwark – 2 budynki i 39 mieszkańców, Łatanice wieś – 38 budynków zamieszkałych przez 208 mieszkańców.

## Ciekawostki
14 lipca 2012 r. Łatanice odwiedził wicemarszałek Sejmu Jerzy Wenderlich, który przybył tu na spotkanie z okolicznymi rolnikami w miejscowej remizie OSP.